# Leforest
Leforest – miejscowość i gmina we Francji, w regionie Hauts-de-France, w departamencie Pas-de-Calais.
Według danych na rok 1990 gminę zamieszkiwało 7195 osób, a gęstość zaludnienia wynosiła 1157 osób/km² (wśród 1549 gmin regionu Nord-Pas-de-Calais Leforest plasuje się na 122. miejscu pod względem liczby ludności, natomiast pod względem powierzchni na miejscu 577.).
W miejscowości w 1943 urodził się Ryszard Petek – polski bokser, mistrz Europy.